# رويس كامبل
رويس كامبل (بالإنجليزية: Royce Campbell)‏ هو عازف جاز وملحن أمريكي، ولد في 7 يونيو 1952 في سيمور في الولايات المتحدة.

## وصلات خارجية
- الموقع الرسمي
- رويس كامبل على موقع ميوزك برينز (الإنجليزية)
- رويس كامبل على موقع أول ميوزيك (الإنجليزية)
- رويس كامبل على موقع ديسكوغز (الإنجليزية)